# Новосёлок (Тамбовская область)
Новосёлок — упразднённая в 2018 году деревня в Уваровском районе Тамбовской области России. Входила на момент упразднения в состав Верхнешибряйского сельсовета.

## География
Находится в юго-восточной части региона, в лесостепной зоне, в пределах Окско-Донской равнины, возле реки Шибряка.

### Климат
Климат умеренно континентальный, относительно сухой, с умеренно холодной зимой и тёплым летом. Среднегодовая многолетняя температура воздуха составляет 5,3 °С. Средняя температура воздуха самого холодного месяца (января) — −10,4 °C (абсолютный минимум — −40 °C); самого тёплого месяца (июля) — 19,6 °C (абсолютный максимум — 42 °С). Безморозный период длится 143 дня. Среднегодовое количество атмосферных осадков составляет 516 мм, из которых 324 мм выпадает в период с апреля по октябрь. Продолжительность залегания снежного покрова составляет в среднем 128 дней.

## История
Впервые упомянут как «сельцо Новоселки» в документах ревизии 1811 года. В сельце, то есть в селении с дворянской усадьбой без церкви, проживали крепостные крестьяне и дворовая прислуга помещицы Елены Семеновой, дочери Сабурова.
Исключена из учётных данных в феврале 2018 года как фактически прекратившая своё существование.

## Население
| 2010 |
| ---- |
| 0    |

Историческая численность населения
По ревизии 1811 года записано 218 мужских душ (43 семьи крестьян и 6 человек дворовой прислуги).

## Инфраструктура
Было личное подсобное хозяйство.

## Транспорт
Деревня доступна автотранспортом. Остановка общественного транспорта «Новосёлок».